# Atchison Township (comté de Clinton, Missouri)
Pour les articles homonymes, voir Atchison Township et Atchison.
Atchison Township est un ancien township  du comté de Clinton dans le Missouri, aux États-Unis,. 
Il est baptisé en référence à David Rice Atchison, un sénateur américain.

## Source de la traduction
- (en) Cet article est partiellement ou en totalité issu de l’article de Wikipédia en anglais intitulé « Atchison Township, Clinton County, Missouri » (voir la liste des auteurs).